# Ворик Бол
Варвик Бол је чувени аустралијски археолог.
У последњих 30 година његова истраживања обављана су на подручју Јордана, Ирана, Ирака, Сирије и Авганистана.
Бол је раније био директор ископавања у Британској школи археологије у Ираку. Он је урадник научног часописа Авганистан. Његове публикације укључују томове као што су Споменици Авганистана, Историја, Археологија и архитектура, И.Б. Таурис, Лондон2008. Књига се састоји од изузетних фотографија бројних ретких археолошких налазишта која данас више нису доступна из разлога безбедности.
Тренутно је настањен у Шкотској.